# Scott Baird
Pour les articles homonymes, voir Baird.
Scott Baird est un curleur américain.

## Jeux olympiques
- Jeux olympiques d'hiver de 2006 à Turin  Italie:
  -  Médaille de bronze en Curling.